# Bisteck a la chorrillana
Chorrillana là một món Chile điển hình, bao gồm một tấm thịt bò thái với khoai tây chiên, trứng chưng hoặc trứng ốp la và hành tây rán.
Không ai biết rõ nguồn gốc của món này. Vì nó có kích thước lớn, nó thường được dùng như một món ăn
chung.
Có một số công thức nấu ăn cho bisteck a la chorrillana, tùy thuộc vào nhà hàng và đầu bếp. Chỉ có hai nguyên liệu cơ sở là thịt bò và khoai rán là không đổi. Công thức truyền thống trộn trứng chưng, hành tây rán và thịt bò thái. Một số công thức có thể sử dụng xúc xích frankfurter thái, chorizo, cà chua, chuối và gia vị như tỏi hay
oregano.